# Ana Egge
Ana Egge est une chanteuse folk américaine.

## Biographie
Ana Egge est née à Estevan en Saskatchewan. Elle a grandi, jusqu’à l’âge de 12 ans, à Ambrose, dans le Dakota du Nord, puis à Silver City dans le Nouveau-Mexique, où ses parents avaient créé une école.
Après avoir vécu entre Austin et Silver City au début de sa carrière, elle habite désormais à Brooklyn à New York.

## Carrière
Le 23 août 2011, elle sort son septième album, Bad Blood, produit par Steve Earle.

## Discographie

### Disques
- River Under the Road (1997)
- Mile Marker (1999)
- 101 Sundays (2000)
- Out Past the Lights (2004)
- Lazy Days (2007)
- Road to My Love (2009)
- Bad Blood (2011)

### Compilations
- Forever Dusty - A Tribute to Dusty Springfield (1998): "Breakfast In Bed"
- 38 Songs Of Hope - Parkingsong (2004): "Wedding Dress"'
- My Old Man: A Tribute to Steve Goodman (2006): "Old Fashioned Girl"'